# Kontroler Państwa Izrael
Kontroler Państwa (hebr. מבקר המדינה, Mewaker H-aMedina) – sprawuje urząd kontroli funkcjonowania parlamentu oraz nadzoruje poprawność ustaw w Izraelu. Jest powoływany przez Prezydenta na podstawie rekomendacji udzielonej danej osobie przez prezydium Knesetu, na odnawialną kadencję trwającą 5 lat.
Kontroler Państwa jest zupełnie niezależny od rządu i odpowiada za realizowanie swoich zadań wyłącznie przed parlamentem. Jego budżet jest zatwierdzany przez parlamentarną komisję finansów, dzięki czemu jest on uniezależniony od Ministerstwa Finansów.
Może zostać zwolniony z urzędu tylko przez Kneset, w wyniku rezygnacji lub śmierci. Osoba sprawująca ten urząd nie może być członkiem parlamentu albo w inny sposób aktywnie zajmować się polityką. Ma zakaz działalności publicznej lub prywatnej, która mogłaby wejść w konflikt z pełnieniem obowiązków biura.
Kontroler Państwa zatrudnia około stu osób, wliczając w to księgowych, prawników i innych specjalistów, którzy mogą prowadzić potrzebne dochodzenia i śledztwa. Jego głównymi obowiązkami jest sprawdzanie państwowych instytucji pod kątem legalności, regularności, wydajności, ekonomiczności i etyczności działania. Kontrole są przeprowadzane w sposób ciągły i niezapowiedziany, dotyczą działalności wszystkich ministerstw, sił zbrojnych i aparatu bezpieczeństwa, samorządu lokalnego i innych korporacji państwowych. Ściśle współpracuje z parlamentarną komisją finansów i w razie potrzeby informuje odpowiednie urzędy. Kontroler Państwa może zalecić parlamentarnej komisji finansów powołanie specjalnej komisji dochodzeniowej, ale nie mając odpowiednich uprawnień, opiera się na Knesecie, który może nałożyć sankcje na instytucję łamiącą prawo.
Biuro Kontrolera Państwa jest podzielone na pięć oddziałów kontroli. Pierwsze cztery zajmują się tekami ministrów, siłami zbrojnymi, władzą lokalną i państwowymi korporacjami. Piąty oddział zajmuje skargami na działalność urzędów państwowych.
Na mocy ustawy, Kontroler Państwa pełni również funkcje Rzecznika Praw Obywatelskich (hebr. נציב תלונות הציבור, Netziv Tlunot HaTzibur) do którego wpływają skargi na działalność urzędów państwowych.
Aktualnym Kontrolerem Państwa od 2012 jest  Yosef Shapira.

## Kontrolerzy Państwa
- Siegfried Moses: 1949-1961
- Jicchak Ernest Nebenzahl: 1961-1981
- Jicchak Tunik: 1982-1987
- Yaakov Maltz: 1987-1988
- Miriam Ben-Porat: 1988-1998
- Eliezer Goldberg: 1998-2005
- Micha Lindenstrauss: 2005- 2012
- Yosef Shapira: 2012 - nadal